# St. Jakobus (Ockstadt)

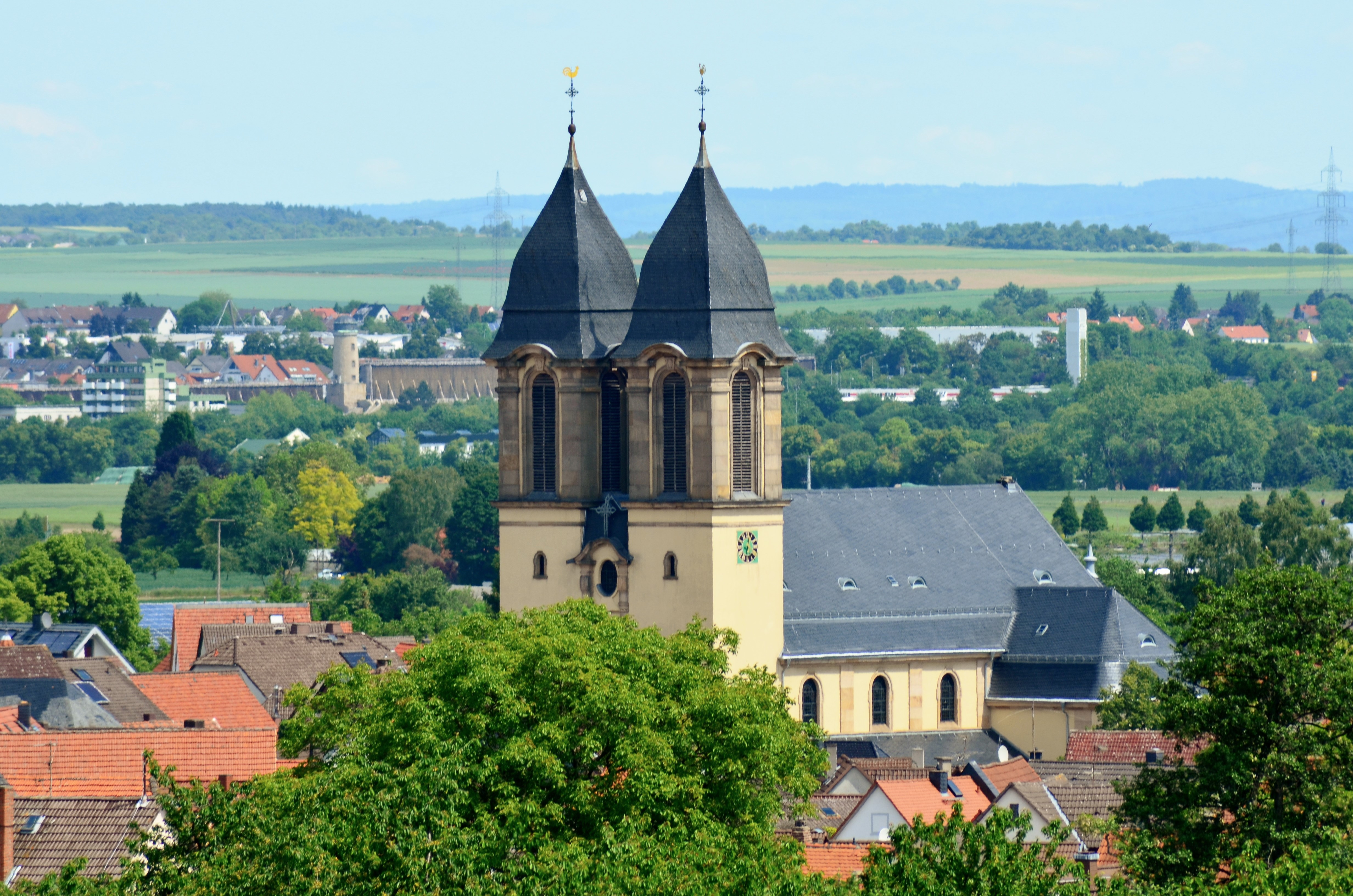
Pfarrkirche St. Jakob (Ockstadt)

Die römisch-katholische, denkmalgeschützte Pfarrkirche St. Jakob steht in Ockstadt, einem Stadtteil von Friedberg (Hessen) im Wetteraukreis in Hessen. Die Kirchengemeinde gehört zum Dekanat Wetterau-West im Bistum Mainz.

## Beschreibung
Die neobarocke Kreuzkirche wurde nach einem Entwurf von Ludwig Becker in den Jahren 1909/11 erbaut. Das Langhaus hat einen basilikalen Querschnitt. Die Doppelturmfassade, in deren Glockenstuhl vier Kirchenglocken hängen, charakterisiert den Außenbau.
Der Innenraum vom Mittelschiff ist mit einem Tonnengewölbe überspannt, das mit Stuck verziert ist. Jedes Joch der Seitenschiffe ist mit einer Hängekuppel bedeckt. Von der Kirchenausstattung geht der Hochaltar auf die 1706 gebaute Vorgängerkirche zurück, der jedoch erweitert wurde. Über dem Tabernakel befindet sich ein Kruzifix. Seitlich stehen zwischen Säulen zwei Statuen von Heiligen. Der vom Freiherr von Frankenstein gestiftete Altar ist der heiligen Margareta geweiht.
Die Orgel mit 28 Registern, zwei Manualen und einem Pedal wurde 1978 von der Orgelbau Oberlinger gebaut.